# Mymarilla
Mymarilla is een geslacht van vliesvleugeligen uit de familie Mymaridae. De wetenschappelijke naam van dit geslacht is voor het eerst geldig gepubliceerd in 1879 door Westwood.

## Soorten
Het geslacht Mymarilla is monotypisch en omvat slechts de volgende soort:
- Mymarilla wollastoni Westwood, 1879